# Centros Comerciales Metrocentro
Metrocentro es una cadena de centros comerciales en América Central, propiedad de la empresa salvadoreña Grupo Roble.
Grupo Roble ha creado cuatro marcas, cada una dirigida a sectores específicos del mercado, segmentado al público no sólo demográfica sino también geográficamente; ampliando así la oferta para los usuarios y visitantes de cada uno de los centros comerciales.
Los centros comerciales operan bajo estrictas normas de seguridad, y se encuentran ubicados en las zonas comerciales de mayor flujo en cada país, llegando cada vez a más consumidores en la región.
Actualmente es la cadena más grande de centros comerciales de la región, contando con 19 centros comerciales distribuidos entre Guatemala, El Salvador, Honduras, Nicaragua, Costa Rica y Panamá.

## Historia
El primero de estos centros comerciales fue Metrocentro San Salvador, que fue abierto en 1970, en San Salvador El Salvador. La construcción demoró 1 año y su inauguración se llevó a cabo el 23 de marzo de 1970,  para el año 2012, cuenta con más de 1,000 establecimientos comerciales y es el centro comercial más grande en Centroamérica.
Metrocentro San Salvador es el centro comercial de mayor tamaño y más visitado de la región, cuenta con un promedio de visitas de 1.8 millones de personas al mes, y en los meses de temporada alta –como mayo, agosto y diciembre el número se incrementa de 2.4 a 2.5 millones de personas al mes.

## Expansión
Metrocentro cuenta con 4 sucursales emplazadas en las principales ciudades del país; San Salvador, Santa Ana, San Miguel y Sonsonate.
Alberga más de 1000 establecimientos comerciales.
Basándose en su diversidad de oferta, comodidad y fácil acceso, se convirtió en el centro del comercio local.
Varios años después de la apertura de Metrocentro San Salvador y debido a su enorme éxito, Grupo Roble decide abrir tres centros comerciales de la línea de Metrocentro en El Salvador, uno en Nicaragua, uno en Honduras, uno en Guatemala y el más reciente en Panamá.
El total de Mall Metrocentros y Metromall que existe en Centroamérica es:
- Metrocentro San Salvador  El Salvador
- Metrocentro Santa Ana  El Salvador
- Metrocentro San Miguel  El Salvador
- Metrocentro Sonsonate  El Salvador
- Metrocentro Lourdes, El salvador
- Metrocentro Altavista, El salvador Metrocentro Villa Nueva  Guatemala

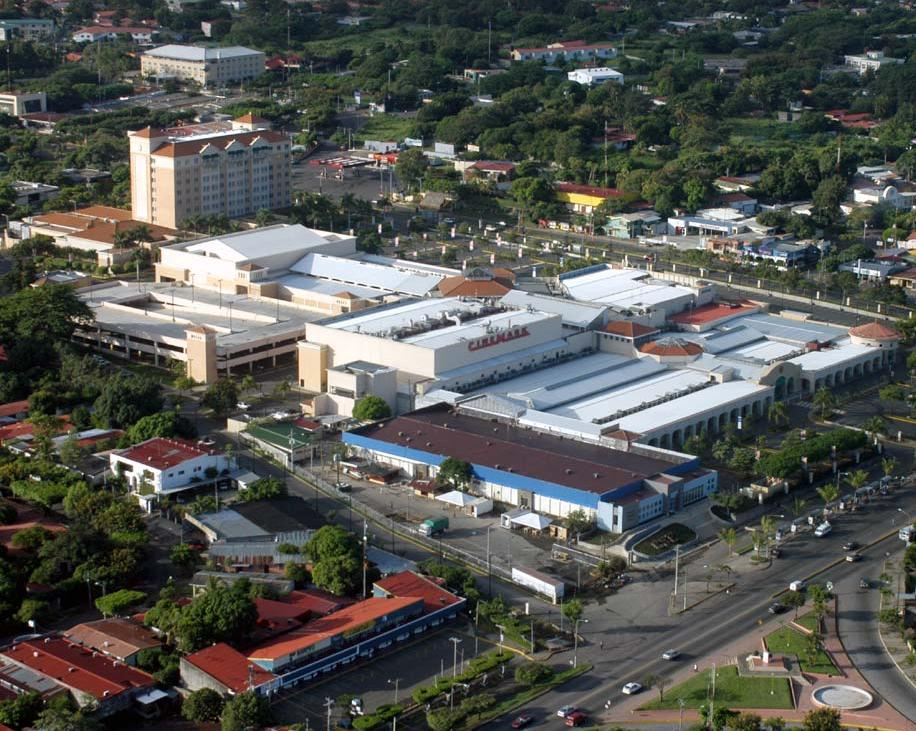
Metrocentro ubicado en Managua

- Metromall Tegucigalpa  Honduras
- Metrocentro Managua  Nicaragual
- Metromall Panamá  Panamá